# Aeroporto de Jataí
O Aeroporto de Jataí, (IATA: JTI, ICAO: SWJW), está localizado no município de Jataí, no estado de Goiás.
Suas coordenadas são as seguintes: 17°49'48.00"S de latitude e 51°46'31.00"W de longitude. Possui uma pista de 1500m de asfalto ela é homologada e dispõe de  iluminação e o rádio controle aeroporto e terminal de passageiros.